# Пенино (Ленинградская область)
Пенино — деревня в Старопольском сельском поселении Сланцевского района Ленинградской области.

## История
Впервые упоминается в писцовых книгах Шелонской пятины 1498 года, как погост Кошелевский Пенинский на озере Пенинском в Сумерском погосте Новгородского уезда.
Селение Пенинский погост обозначено на карте Санкт-Петербургской губернии Ф. Ф. Шуберта 1834 года.

Между селениями Коленца и Дретно: деревянная церковь двухпрестольная во имя Рождества Божией Матери и Воздвижения животворящего креста (1838 год)

Пенинской погост отмечен на карте профессора С. С. Куторги 1852 года.

ПЕНИНО — погост при озере безымянном, число дворов — 6, число жителей: 12 м. п., 13 ж. п.; Церковь православная. (1862 год) 

В XIX — начале XX века погост административно относился к Осьминской волости 2-го земского участка 1-го стана Гдовского уезда Санкт-Петербургской губернии.
С марта 1917 года погост Пенино находился в составе Ложголовской волости Гдовского уезда.
- Земли деревни Пенино на карте 1919 года

Согласно карте Петроградской и Эстляндской губерний издания 1919 на месте современной деревни находился Погост Кошелевская с деревянной церковью.
С марта 1922 года, в составе Тарасовского сельсовета Ложголовской волости Кингисеппского уезда.
С августа 1927 года, в составе Тарасовогорского сельсовета Осьминского района.
С 1 августа 1941 года по 31 января 1944 года, германская оккупация.
С 1961 года, в составе Поречского сельсовета Сланцевского района.
С 1963 года, в составе Кингисеппского района.
По состоянию на 1 августа 1965 года в состав Поречского сельсовета Кингисеппского района входил посёлок Пенино. С ноября 1965 года, вновь в составе Сланцевского района. В 1965 году население Пенино составляло 123 человека.
По данным 1973 года деревня Пенино входила в состав Поречского сельсовета.
По данным 1990 года деревня Пенино входила в состав Овсищенского сельсовета.
В 1997 году в деревне Пенино Овсищенской волости постоянного населения не было, в 2002 году — проживал 1 человек (русский).
В 2007 году в деревне Пенино Старопольского СП вновь не было постоянного населения, в 2010 году проживали 4 человека.

## География
Деревня расположена в восточной части района на автодороге 41К-777 (подъезд к дер. Пенино), к югу от автодороги 41К-027 (Старополье — Осьмино).
Расстояние до административного центра поселения — 20 км.
Расстояние до ближайшей железнодорожной станции Молосковицы — 80 км.
Деревня находится близ западного берега озера Пенино.

## Демография
| 1862 | 2007 | 2010 | 2017 |
| ---- | ---- | ---- | ---- |
| 25   | ↘0   | ↗4   | ↘0   |

## Достопримечательности
- Церковь деревянная, двухэтажная, построена и освящена в 1779 году. Престолов три: во имя Рождества Пресвятой Богородицы, Воздвижения Креста Господня и Святой Мученицы Параскевы[19].
- Святой источник Праскевы Пятницы, известен с XIX века[20].
- Новая каменная церковь Рождества Пресвятой Богородицы.